# Post TSV Detmold
Der Post TSV Detmold (offiziell: POST TSV Detmold e. V.) ist ein Sportverein aus Detmold im Kreis Lippe.

## Geschichte
Der Verein wurde im Jahre 1948 als Post SV Detmold gegründet. Am 20. Juni 2015 kam es zur Verschmelzung des Post SV Detmold mit dem TSV Detmold zum Post TSV Detmold. Zum Stichtag der Verschmelzung löste sich der TSV Detmold auf und die Mitglieder traten dem Post SV bei, der seinen Namen änderte und das Hermannsdenkmal in sein Vereinswappen aufnahm. Neben der Fußball- und der Futsalabteilung bietet der Post TSV Detmold noch eine Herzsportgruppe und Damengymnastik an.

### Futsal
Im Juli 2017 gründete sich unter dem Dach des Post TSV eine Futsalmannschaft, die unter dem Namen Cherusker Detmold antritt. Der Name leitet sich von den Cheruskern ab, einem antiken germanischen Stamm, der insbesondere durch die Varusschlacht bekannt wurde. Die Cherusker Detmold begannen in der Saison 2017/18 in der drittklassigen Westfalenliga. Dort konnte die Mannschaft alle Spiele gewinnen und stiegen 2018 in die zweitklassige Oberliga Westfalen auf. Gleichzeitig erreichten die Detmolder das Finale des Westdeutschen Futsalpokals. Auf dem Weg dorthin schaltete die Mannschaft mit Holzpfosten Schwerte, den Futsal Panthers Köln und den Black Panthers Bielefeld gleich drei Teams aus der erstklassigen Futsalliga West aus. Im Endspiel scheiterten die Detmolder allerdings mit 3:4 am FSP Turbo Minden.
Am 1. Dezember 2018 gelang den Cheruskern in der Oberliga ein 31:0-Sieg über den FC Gütersloh, bei dem Alexander Felker alleine 13 Tore erzielte. Am Saisonende schafften die Detmolder unter Trainer Konstantinos Triantafillidis bereits einen Spieltag vor Saisonende den Aufstieg in die erstklassige Futsalliga West. Die folgenden beiden Spielzeiten 2019/20 und 2020/21 wurden wegen der COVID-19-Pandemie jeweils abgebrochen bzw. annulliert. Erst die Saison 2022/23 konnte regulär beendet werden. Die Cherusker erreichten hierbei Platz vier. Anschließend wurde die Mannschaft aufgelöst.

### Fußball
Der Fußballer des Post SV Detmold standen stets im Schatten des späteren Fusionspartners TSV Detmold. Die Postler spielten jahrzehntelang lediglich auf Kreisebene und pendelten zumeist zwischen erster und zweiter Kreisklasse bzw. nach Umbenennung der Ligen im Jahre 1977 zwischen den Kreisligen A und B. Die sportlichen Tiefpunkte waren die Abstiege in die Kreisliga C in den Jahren 1982 und 1985, die jeweils mit dem direkten Wiederaufstieg wettgemacht werden konnten. In der zweiten Hälfte der 1990er Jahre konnte sich der Post SV Detmold in der Kreisliga A etablieren und schaffte dann im Jahre 2005 erstmals in der Vereinsgeschichte den Aufstieg in die Bezirksliga. Größter Erfolg war die Vizemeisterschaft in der Saison 2006/07 mit einem Punkt Rückstand auf den VfL Lüerdissen.
Anschließend rutschten die Postler ins Mittelmaß zurück und mussten im Jahre 2012 wegen einer Ligareform als Elfter zurück in die Kreisliga A. Es folgte jedoch der direkte Wiederaufstieg, wo sich die Mannschaft schnell in der oberen Tabellenhälfte etablieren konnte. In der Saison 2017/18 erreichte das Team den dritten Platz und sorgte in der gleichen Saison in der ersten Runde des Westfalenpokals für Aufsehen, als sich die Mannschaft nach Elfmeterschießen gegen den Oberligisten Rot Weiss Ahlen durchsetzte. In der zweiten Runde scheiterten die Detmolder nach Elfmeterschießen am Landesligisten VfL Holsen. Auch im Westfalenpokal 2019/20 sorgten die Detmolder für eine Überraschung, als sie sich in der ersten Runde mit 3:1 gegen den Westfalenligisten SuS Neuenkirchen durchsetzen konnten. In der zweiten Runde folgte das Aus gegen die Spvg Steinhagen.
Mit sieben Siegen starteten die Detmolder in die Saison 2020/21, die wegen der COVID-19-Pandemie zunächst unterbrochen und im April 2021 schließlich annulliert wurde. Im Sommer 2022 gelang dann der Aufstieg in die Landesliga. Die Mannschaft musste in dieser Spielzeit nur eine Niederlage hinnehmen.

## Stadion
Die Heimspiele des Post TSV Detmold werden im Werrestadion ausgetragen, dass 2500 Zuschauern Platz bietet. Das Stadion befindet sich in der östlichen Innenstadt zwischen der Georg-Weerth-Straße und der namensgebenden Werre, einem Nebenfluss der Weser die südlich des Stadions verläuft. Gespielt wird auf Kunstrasen, wobei die Spielfläche von einer Laufbahn mit vier Spuren umgeben ist. Am 20. Juli 1985 trug der Verein Arminia Bielefeld ein Heimspiel im Rahmen des Intertoto Cups gegen Beitar Jerusalem aus Israel im Werrestadion aus. Die Arminia gewann vor 2100 Zuschauern mit 1:0.

## Persönlichkeiten
- Christoph Rüschenpöhler, wurde deutscher Futsal-Nationalspieler